# Matija Jušić
Matija Jušić ili Ivšić (Jussich, Jussiz) (Senj, 9. veljače 1705. – Zagreb, 27. veljače 1772.), hrvatski katolički svećenik, isusovac, misionar i duhovni pisac.
U Grazu je studirao filozofiju i teologiju, stupio među isusovce 1732. godine u Beču. 1735. – 1737. godine gimnazijski profesor u Beogradu, 1738. katehata i propovjednik u Požegi, zatim u Pečuhu (1739.), Osijeku (1740. – 1742.), Temišvaru (1743. danas Rumunjska) i Petrovaradinu (1744.). Od 1745. godine je živio u Zagrebu. Od 1743. je djelao kao pučki misionar i pomagao Jurju Mulihu do 1754. godine. Zatim je djelao s drugim misionarima do 1768. godine. Bio je i upravitelj svetišta sv. Franje Ksaverskoga u Zagrebu (1747. – 1755. i 1760. – 1772.). Vodio je gradnju tamošnje barokne crkve, od 1769. je bio ministar zagrebačkoga kolegija. 1755. godine je zauzimao utamničene pobunjene seljake u Zagrebu. Opisao je prijenos kipa sv. Franje u novu crkvu na Ksaveru 1752. godine.
S Mulihom je objavio kajkavske misijske Pobosne i navuchne popevke (1746.). Verojetno je pisao i kajkavski misijski letak s glavnim istinama kršćanske vjere: Katolichko je y ni, iliti pitanya kerschanszkoga navuka (1757.).

## Vanjsek povezanice
- JUŠIĆ, Matija (Ivšić, Jussich, Jussiz; Matthaeus) (Hrvatski biografski leksikon)